# Enkplatz
Zippererstraße – jedna ze stacji metra w Wiedniu na Linia U3. Została otwarta 2 grudnia 2000. 
Znajduje się w 11. dzielnicy Wiednia, Simmering.